# Medusa (piercing)
Een medusa is een piercing van de bovenlip en zit precies in het kuiltje in het midden tussen de neus en de bovenlip. Het is een verwijzing naar Medusa in de mythologie.
In een medusa-piercing wordt een labretknopje gedragen.